# Джамп-кат
Джамп-кат (англ. Jump cut) — вид монтажной склейки, при которой два последовательных кадра одного и того же объекта снимаются с позиций камеры, незначительно отличающейся от позиции на предыдущем кадре, или вовсе с точно такого же ракурса. Такой монтажный прием даёт эффект прыжка вперёд во времени, своеобразное манипулирование экранным временем внутри пространства, и разрывание его на части в рамках одного кадра. Этот вид монтажной склейки изображает течение времени в резкой, обрывистой форме, в отличие от более плавных переходов между кадрами, которые чаще всего используются в кино. Считается, что первым, кто активно использовал джамп-кат в качестве стилистического приёма, был Жан-Люк Годар в своем фильме «На последнем дыхании». По этой причине джамп-кат считается своеобразным нарушением классического, так называемого «невидимого» монтажа, который как раз и должен создавать эффект непрерывного времени и пространства в кино, делая монтаж максимально незаметным. В то время как джамп-кат, наоборот, привлекает внимание к сконструированному характеру фильма.
Непрерывный монтаж пользуется установкой, которая называется правилом 30 градусов, чтобы избежать скачков. Исходя из этого правила, чтобы переходы между последовательными кадрами выглядели плавно, положение камеры должно отличаться как минимум на 30 градусов от предыдущего своего положения. Также рекомендуется менять и вид кадрирования (например, от среднего до крупного плана). Как правило, если положение камеры изменяется менее чем на 30 градусов, разница между двумя кадрами не будет достаточно существенной, и зритель увидит монтаж как скачок, вызывающего дрожь объекта, и привлечет к себе внимание. Джамп-кат может быть создан путем монтирования между собой двух кадров, снятых отдельно (пространственный джамп-кат), но также можно создать этот эффект с помощью удаления средней части одного непрерывно снятого кадра (временной джамп-кат).
Джамп-кат также может добавлять ощущение скорости последовательным секвенциям изображаемых событий.

## История
Жорж Мельес известен как отец джамп-ката, впервые применив его совершенно случайно, а затем для создания эффектных магических трюков. Тем не менее, он пытался сделать монтажный переход как можно более незаметным, чтобы дополнить иллюзии, которые изображал. Авангардный советский фильм Дзиги Вертова «Человек с киноаппаратом» (1929) почти полностью состоит из джамп-катов. Использование джамп-ката в более современном кино связано с его появлением в кинематографе Жана-Люка Годара (по предложению Жан-Пьера Мельвиля), и благодаря другим режиссёрам французской Новой волны конца 1950-х и 1960-х годов. Например, в новаторском фильме Годара «На последнем дыхании» (1960), режиссёр склеил кадры с Джин Сиберг, ехавшей в кабриолете, таким образом, что разрыв между кадрами подчёркивается, а его резкий эффект выглядит преднамеренным. Также, джамп-кат присутствует в фильме «Арсенал» Александра Довженко (Киев, 1930), где крупный план лица персонажа обрезается всё ближе и ближе в общей сложности девять раз. Марк Кузенс комментирует, что эта «фрагментация захватывает его нерешительность ... и растерянность», добавив, что «хотя эффект и раздражает, идея визуального конфликта была центральной для советского монтажа в кино того времени».

## Примеры
Джамп-каты иногда используются для изображения сцены нервного поиска персонажем чего-либо, как в научно-фантастическом фильме 2009 года «Луна», в котором главный герой Сэм Белл ищет секретную комнату на лунной базе, и в фильме «Район №9», где герой, Викус ищет незаконные предметы в доме друга Кристофера. Также, использование джамп-катов присутствует в фильмах Гая Ричи «Большой куш» (2000) и «Беги, Лола, беги» (1998) Тома Тыквера.
Он часто используется при телевизионном монтаже, например, в документальных фильмах, созданных Discovery Channel и National Geographic Channel (NatGeo).